# Cmentarz klasztoru Franciszkanów we Wrocławiu
Cmentarz klasztoru Franciszkanów – cmentarz we Wrocławiu, znajdujący się na terenie dzisiejszego osiedla Karłowice, obecnie pełniący funkcje sepulkralne.
Cmentarz położony był w pobliżu Korsoallee (obecnie Aleja Jana Kasprowicza) i Walter Flex Weg (obecnie ulicy Samuela Bogumiła Lindego), po zachodniej stronie od kościoła św. Antoniego.

## Historia cmentarza
W 1888 roku biskup wrocławski Georg von Kopp sprowadził dla wrocławskiej kapituły katedralnej ojców spowiedników z franciszkańskiej prowincji saksońskiej. Zakonnicy zamieszkali pierwotnie w domu przy kościele św. Idziego. W 1894 roku franciszkanie zakupili grunt przy obecnej Alei Kasprowicza, a w latach 1895–1897 wznieśli obiekty klasztorne. W 1900 roku rozpoczęto budowę kościoła pod wezwaniem św. Antoniego. W 1904 roku, trzy lata po wzniesieniu kościoła, założono nekropolię na planie czworoboku. Teren został podzielony przebiegiem krzyżujących się w centrum alejek na cztery kwatery. Kwatery wschodnie są obecnie w pełni wypełnione grobami zwieńczonymi kamiennymi lub drewnianymi stelami. Kwatery zachodnie, większe, są tylko częściowo wypełnione. Cmentarz ogrodzony jest płotem wykonanym z cegły i metalowej kraty, nawiązującym stylistycznie do architektury zabudowań klasztornych.
W części zachodniej cmentarza, 4 października 1925 roku umieszczony został pomnik ku czci poległych zakonników w czasie I wojny światowej. Pomnik wykonany został przez Ferdinanda Kempego i przedstawia postać siedzącego franciszkanina z twarzą zwróconą ku złożonego na jego kolanach poległego żołnierza. Po południowej stronie na cokole znajduje się napis wymieniający poległych braci zakonnych w latach 1914–1915. Na wschodniej stronie cokołu umieszczona jest tablica z napisem „Ofiary II wojny światowej” i z wymienionymi nazwiskami poległych.
Ostatnim pochowanym zmarłym był o. Bernard Leisner w 2004 roku.

## Pochowani na cmentarzu
- Maswet Fromm (1886–1915) – architekt, projektant m.in. franciszkańskiego klasztoru w Nysie, kościół w Borkach Wielkich oraz kościół i klasztor w Katowicach-Panewniach;
- Odylon Schmidt (1890–1943) – sekretarz Prowincji św. Jadwigi;
- Teofil Augustin Hanke (1868–1940) – rektor Kolegium Serafickiego w Nysie.